# Chionaema isabella
Chionaema isabella là một loài bướm đêm thuộc phân họ Arctiinae, họ Erebidae.